# Podarjeno srcu
Podarjeno srcu je osmi studijski album Aleksandra Mežka, ki je izšel leta 1989 pri založbi ZKP RTV Ljubljana. Skladbe so bile posnete v studiih Studio House, Abbey Road Studio 1 in Livingston Studio v Londonu, Studiu 26 RTV Ljubljana v Ljubljani in v studiu Master Control Studio v Los Angelesu. Pri snemanju so sodelovali številni znani izvajalci kot so Cliff Richard, Rick Wakeman, Londonski simfonični orkester, Slovenski oktet, Consortium Musicum in Komorni zbor RTV Ljubljana. Avtor orkestralnih aranžmajev je Paul Buckmaster, avtor zborovskih aranžmajev pa Rick Wakeman.
Leta 1990 je izšla britanska verzija tega albuma Presented to the Heart.

## Seznam skladb
Avtor glasbe je Aleksander Mežek, avtorja besedil pa sta Aleksander Mežek in Eugenija Dumbatze.
| A stran | A stran          | A stran |
| Št.     | Naslov           | Dolžina |
| ------- | ---------------- | ------- |
| 1.      | „Podarjeno srcu‟ | 6:42    |
| 2.      | „Materi‟         | 5:16    |
| 3.      | „Prijatelju‟     | 4:43    |
| 4.      | „Pesniku‟        | 5:26    |

| B stran | B stran            | B stran |
| Št.     | Naslov             | Dolžina |
| ------- | ------------------ | ------- |
| 1.      | „Stari muzikant‟   | 5:10    |
| 2.      | „Ljubljana v maju‟ | 4:58    |
| 3.      | „Vodna pot‟        | 4:02    |
| 4.      | „Uspavanka‟        | 3:41    |

## Zasedba
- Aleksander Mežek – vokal
- Davy Paton – bas
- Richard Cottle – sintetizatorji, klarinet
- Jeremy Stacy – bobni
- Ian Bairnson – električne kitare
- Saša Zalepugin (ml.) – akustične kitare
- Bill Elliott – klavir

### Gostje
- Cliff Richard (B3)
- Rick Wakeman (A1-A4, B2-B4)
- Londonski simfonični orkester, dirigent Paul Buckmaster (A1, A3, A4, B2)
- Slovenski oktet (B1, B2)
- Consortium Musicum (A1, A2, A4)
- Komorni zbor RTV Ljubljana (A1, A2, A4)